# Callichroma schultzei
Callichroma schultzei är en skalbaggsart som beskrevs av Hintz 1919. Callichroma schultzei ingår i släktet Callichroma och familjen långhorningar. Inga underarter finns listade.